# 함녕궁주
함녕궁주(咸寧宮主, 생몰년 미상)는 고려 시대의 왕족이다. 원종과 경창궁주 유씨의 차녀이다.

## 생애
언제 태어났는지는 명확하지 않으며, 고려의 제24대 왕 원종과 원종의 제2비 경창궁주 유씨의 차녀로 태어났다. 성은 왕, 본관은 개성이다. 순안공 왕종 등과 친남매간이며, 충렬왕의 이복 남매이다.
함녕궁주의 어머니 경창궁주는 왕족 출신으로, 아버지는 현종의 아들 평양공 왕기의 7세손인 신안공 왕전이며, 어머니는 희종과 성평왕후 임씨의 딸인 가순궁주이다. 한편 함녕궁주의 친조모인 안혜태후 유씨도 희종과 성평왕후의 딸이니, 함녕궁주의 친조모와 외조모는 서로 친자매간이 되는 셈이다. 경창궁주의 유씨 성은 외가의 성씨를 따른 것이다.
한편 함녕궁주의 생애에 대해서는 혼인 사실을 제외하고는 《고려사》 등에 남아있는 것이 없다. 따라서 언제 사망했는지도 알 수 없다. 호는 함녕궁주(咸寧宮主)이다.
한편 이복 누이 충렬왕 즉위 후인 1277년(충렬왕 3년), 궁주의 모후 경창궁주와 친누이 순안공은 역모를 꾀했다는 무고를 받아 경창궁주는 폐서인이 되었고, 순안공은 외딴 섬으로 유배를 가야 했다.

## 가족 관계
함녕궁주는 광평공 왕혜와 결혼하였다. 왕혜는 희종과 성평왕후의 아들 경원공 왕조의 장남으로, 함녕궁주에게는 9촌 숙부뻘이자 5촌 당숙이 된다. 왕혜의 초명은 순 또는 준(恂)이며, 1279년(충렬왕 5년) 경상도로 파견되어 원나라에서 온 사신 탑납, 합백나와 함께 동방(일본)을 정벌하는 데 쓸 전함을 감독하기도 하였다. 왕혜는 1285년 음력 10월 3일(충렬왕 11년)에 사망하였는데, 사후 그의 재산은 무슨 이유인지 충렬왕에게 몰수되었다.
- 친조부 : 고려 제23대 왕 고종 (高宗, 1192년 ~ 1259년, 재위 : 1213년 ~ 1259년)
- 친조모 : 안혜태후 유씨 (安惠太后 柳氏, ? ~ 1232년) - 희종과 성평왕후 임씨의 딸. 외조모 가순궁주의 친언니
  - 아버지 : 고려 제24대 왕 원종 (元宗, 1219년 ~ 1274년, 재위 : 1259년 ~ 1274년)
    - 이복 남매 : 고려 제25대 왕 충렬왕 (忠烈王, 1236년 ~ 1308년, 재위 : 1274년 ~ 1298년, 1298년 ~ 1308년)
- 외조부 : 신안공 전 (新安公 佺, ? ~ 1261년)
- 외조모 : 가순궁주 (嘉順宮主, 생몰년 미상)
  - 어머니 : 원종의 제2비 경창궁주 유씨 (慶昌宮主 柳氏, 생몰년 미상)
    - 남매 : 시양후 이 (始陽侯 珆, ? ~ 1266년)
    - 남매 : 순안공 종 (順安公 琮, 생몰년 미상)
    - 언니 : 경안궁주 (慶安宮主, 생몰년 미상)

  - 시아버지, 종조부 : 경원공 조 (慶原公 祚, ? ~ 1279년)
    - 남편, 당숙 : 광평공 혜 (廣平公 譓, ? ~ 1285년)